# Luv’
Luv’ war eine 1976 gegründete niederländische Girlgroup, die ihre größten Erfolge in den späten 1970ern mit Titeln wie You’re the Greatest Lover und Trojan Horse, die es im D-A-CH-Sprachraum in die Top 3, und in ihrem Heimatland auf Platz 1 schafften, hatten. Nach mehreren Auflösungen und Neugründungen war die Band zuletzt 2020 aktiv.

## Geschichte

### Originalbesetzung 1976–1981
Die Gruppe wurde 1976 von dem niederländischen Musikproduzenten Hans van Hemert gegründet. Zusammen mit dem Komponisten Piet Souer und Manager Han Meijer schrieb er den Titel My Man. Diesen ließen sie 1977 durch die rothaarige José Hoebee (* 29. April 1954), die blonde Marga Scheide (* 15. Februar 1954) und die dunkelhaarige Patty Brard (* 25. März 1955) einsingen. Die Gruppe Luv’ war gegründet. My Man konnte sich in den belgischen und niederländischen Charts platzieren. Der Nachfolger Dream, Dream wurde kein Erfolg.
1978 wurde Produzent Hans van Hemert gebeten, den Titelsong des VPRO-Musikprogrammes Waldolala zu komponieren. Für diese Sendung sangen Luv’ das fröhliche U. O. Me mit dem Untertitel You’re Very Welcome in Waldolala. Dieser Titelsong war der Durchbruch in den gesamten Benelux-Staaten.
Sowohl der Nachfolger You’re the Greatest Lover als auch Trojan Horse erreichten im selben Jahr höchste Hitparadenplatzierungen in den Benelux-Ländern. Trojan Horse erreichte Platinstatus in den Niederlanden und in 14 Ländern den ersten Platz der Hitparade. In Deutschland wurden von der Single You’re the Greatest Lover mehr als 600.000 Tonträger verkauft. In Spanien floppte die Single, erst die spanische Version Eres mi mejor amante erreichte den ersten Platz der spanischen Hitparade.
Auch in Australien, Neuseeland und Südafrika konnten Luv’ große Erfolge feiern. Mit ihrer ersten Nummer-1-Single in Mexiko Si, que si, der spanischen Version von Ooh Yes I Do, war der Durchbruch in Lateinamerika geschafft.
Patty Brard verließ Luv’ 1980 und wurde durch Ria Thielsch (* 25. Dezember 1951) ersetzt. Diese neue Formation produzierte das vierte und letzte Album. 1981 löste sich das Trio auf.

### Comebacks

#### Luv’ & Marga Scheide 1989–1993
1989 brachte Mercury Records, die erste Plattenfirma von Luv’, die CD-Maxi-Single Hitpack auf den Markt. Mit neuer Plattenfirma und geänderter Formation, d. h. Marga Scheide, Diana von Berlo und der Britin Michelle Gold, folgte anschließend mit Welcome to My Party die erste Single von Luv’. Eine Reihe von weiteren Singles wurden bis 1992 in dieser Besetzung produziert und veröffentlicht.

#### Originalbesetzung seit 2005
2005 kam die Gruppe in der Originalbesetzung noch einmal zusammen, um das 40-jährige Jubiläum von Hans van Hemert zu feiern. Für 2006 war im niederländischen Fernsehen eine mehrteilige Serie über die Arbeiten am Comeback der Originalformation geplant.

#### Neuanfang
Seit 2019 tritt die Gruppe erneut auf – nun mit Chimène van Oosterhout (* 11. Februar 1964 in Willemstad).

## Diskografie

### Alben
| Jahr | Titel          | Höchstplatzierung, Gesamtwochen, AuszeichnungChartplatzierungen (Jahr, Titel, Platzierungen, Wochen, Auszeichnungen, Anmerkungen) | Höchstplatzierung, Gesamtwochen, AuszeichnungChartplatzierungen (Jahr, Titel, Platzierungen, Wochen, Auszeichnungen, Anmerkungen) | Höchstplatzierung, Gesamtwochen, AuszeichnungChartplatzierungen (Jahr, Titel, Platzierungen, Wochen, Auszeichnungen, Anmerkungen) | Höchstplatzierung, Gesamtwochen, AuszeichnungChartplatzierungen (Jahr, Titel, Platzierungen, Wochen, Auszeichnungen, Anmerkungen) | Anmerkungen                       |
| Jahr | Titel          | DE | AT | CH | NL | Anmerkungen                       |
| ---- | -------------- | --- | --- | --- | --- | --------------------------------- |
| 1978 | Love with Luv’ | DE50 (1 Wo.)DE | AT15 (4 Wo.)AT | — | NL8 Gold · (24 Wo.)NL | Erstveröffentlichung: August 1978 |
| 1979 | Lots of Luv’   | DE39 (3 Wo.)DE | AT13 (8 Wo.)AT | — | NL4 Platin · (28 Wo.)NL |                                   |
| 1979 | True Luv’      | — | — | — | NL7 Gold · (29 Wo.)NL |                                   |
| 1980 | Forever Yours  | — | — | — | NL5 (6 Wo.)NL |                                   |

grau schraffiert: keine Chartdaten aus diesem Jahr verfügbar
Weitere Alben
- 1990: For You
- 1991: Sincerely Yours
- 1993: All You Need Is Luv

### Kompilationen
| Jahr | Titel              | Höchstplatzierung, Gesamtwochen, AuszeichnungChartplatzierungen (Jahr, Titel, Platzierungen, Wochen, Auszeichnungen, Anmerkungen) | Höchstplatzierung, Gesamtwochen, AuszeichnungChartplatzierungen (Jahr, Titel, Platzierungen, Wochen, Auszeichnungen, Anmerkungen) | Höchstplatzierung, Gesamtwochen, AuszeichnungChartplatzierungen (Jahr, Titel, Platzierungen, Wochen, Auszeichnungen, Anmerkungen) | Höchstplatzierung, Gesamtwochen, AuszeichnungChartplatzierungen (Jahr, Titel, Platzierungen, Wochen, Auszeichnungen, Anmerkungen) | Anmerkungen   |
| Jahr | Titel              | DE | AT | CH | NL | Anmerkungen   |
| ---- | ------------------ | --- | --- | --- | --- | ------------- |
| 1979 | Greatest Hits      | — | — | — | NL21 (10 Wo.)NL |               |
| 1993 | Gold               | — | — | — | NL9 (18 Wo.)NL |               |
| 2006 | Completely in Luv’ | — | — | — | NL95 (1 Wo.)NL | Box mit 4 CDs |

grau schraffiert: keine Chartdaten aus diesem Jahr verfügbar
Weitere Kompilationen
- 1981: Goodbye Luv’
- 1995: My Number One
- 1998: You’re the Greatest LUVer
- 2001: The Universal Masters Collection
- 2002: Hollands Glorie Luv’
- 2003: 25 jaar na Waldolala (2 CDs)
- 2006: Het mooiste van Luv’
- 2007: Best of Luv’
- 2007: Greatest Hits
- 2014: The Best of Luv’

### Singles
| Jahr | Titel Album                              | Höchstplatzierung, Gesamtwochen, AuszeichnungChartplatzierungen (Jahr, Titel, Album, Platzierungen, Wochen, Auszeichnungen, Anmerkungen) | Höchstplatzierung, Gesamtwochen, AuszeichnungChartplatzierungen (Jahr, Titel, Album, Platzierungen, Wochen, Auszeichnungen, Anmerkungen) | Höchstplatzierung, Gesamtwochen, AuszeichnungChartplatzierungen (Jahr, Titel, Album, Platzierungen, Wochen, Auszeichnungen, Anmerkungen) | Höchstplatzierung, Gesamtwochen, AuszeichnungChartplatzierungen (Jahr, Titel, Album, Platzierungen, Wochen, Auszeichnungen, Anmerkungen) | Anmerkungen                             |
| Jahr | Titel Album                              | DE | AT | CH | NL | Anmerkungen                             |
| ---- | ---------------------------------------- | --- | --- | --- | --- | --------------------------------------- |
| 1977 | My Man Love with Luv’                    | — | — | — | NL12 (6 Wo.)NL | Erstveröffentlichung: Mai 1977          |
| 1978 | U. O. Me (You Owe Me) Love with Luv’     | — | — | — | NL3 (13 Wo.)NL | Erstveröffentlichung: Februar 1978      |
| 1978 | You’re the Greatest Lover Love with Luv’ | DE1 Gold · (27 Wo.)DE | AT2 (24 Wo.)AT | CH1 (15 Wo.)CH | NL1 Gold · (15 Wo.)NL | Erstveröffentlichung: Juli 1978         |
| 1978 | Trojan Horse Love with Luv’              | DE3 (22 Wo.)DE | AT2 (16 Wo.)AT | CH2 (12 Wo.)CH | NL1 Platin · (11 Wo.)NL | Erstveröffentlichung: 11. November 1978 |
| 1979 | Casanova Lots Of Luv’                    | DE6 (18 Wo.)DE | AT2 (12 Wo.)AT | CH4 (10 Wo.)CH | NL6 (9 Wo.)NL | Erstveröffentlichung: April 1979        |
| 1979 | Eeny Meeny Miny Moe Lots Of Luv’         | DE36 (7 Wo.)DE | — | — | NL11 (7 Wo.)NL | Erstveröffentlichung: August 1979       |
| 1979 | Ooh, Yes I Do True Luv’                  | DE27 (18 Wo.)DE | — | — | NL5 (10 Wo.)NL | Erstveröffentlichung: November 1979     |
| 1980 | Ann-Maria True Luv’                      | DE37 (8 Wo.)DE | — | — | NL11 (8 Wo.)NL | Erstveröffentlichung: 29. Februar 1980  |
| 1980 | One More Little Kissy Forever Yours      | DE75 (1 Wo.)DE | — | — | NL9 (7 Wo.)NL | Erstveröffentlichung: 3. Juni 1980      |
| 1980 | My Number One Forever Yours              | DE60 (2 Wo.)DE | — | — | NL5 (9 Wo.)NL | Erstveröffentlichung: 3. November 1980  |
| 1981 | Tingalingaling Forever Yours             | — | — | — | NL29 (3 Wo.)NL | Erstveröffentlichung: Juli 1981         |
| 1989 | Welcome to My Party For You              | — | — | — | NL22 (5 Wo.)NL |                                         |
| 1993 | Megamix ’93 All You Need Is Luv          | — | — | — | NL23 (5 Wo.)NL |                                         |

Weitere Singles
- 1977: Dream, Dream
- 1978: Who Do You Wanna Be
- 1979: I. M. U. R.
- 1989: Luv’ Hit-Medley
- 1989: I Don’t Wanna Be Lonely
- 1989: Luv’ Hitpack
- 1989: 4 gouden Hits
- 1991: He’s My Guy
- 1991: Jungle Jive
- 1992: This Old Heart of Mine
- 1993: Dance-Medley
- 2019: With Him Tonight

### Videoalben
- 2006: Back in Luv’